# Louis Bastet de Crussol
Louis de Crussol est né vers 1425 et mort le 20 août 1473. Il était le fils aîné de Géraud IV Bastet (1355 - 1er avril 1441), seigneur de Crussol et de Beaudisner, et de Alix de Lastic (v. 1400 - ap. 1438). Il porte fascé d'or et de sinople, de 6 pièces.

## Histoire
Nommé Bailli de Chartres (1461 - 1463) puis Grand panetier de France (1461), Louis de Crussol est un proche du roi Louis XI, qui le nomme gouverneur du Dauphiné (1463 - 1472). Cette proximité l'amène, en 1469, à cumuler les charges et les honneurs : maître général de l'artillerie, sénéchal de Poitou (et notamment gouverneur militaire de Niort et de Marans) et enfin, chevalier de la première promotion de l'ordre de Saint-Michel, qui vient d'être créé.
Il quitte sa fonction delphinale en 1472 avant de mourir le 20 août 1473 à Villemagne. Il est inhumé à l'église des Cordeliers de Valence-d'Albigeois.

## Famille
Son frère cadet Géraud (+1472) sera archevêque de Tours puis évêque de Valence et de Die.
Sa sœur Louise épousera en 1452 Pierre Garin (+1461), baron du Tournel, dont naîtra un fils Jehan et une fille Anne, laquelle épousera Bérenger de Roquefeuil en 1477.
Louis épouse le 22 juillet 1452 Jeanne de Lévis-Mirepoix, fille de Philippe III de Lévis (+1441), seigneur de Florensac, et d'Isabeau de Poitiers (+ ap. 1498), fille de Louis de Poitiers-Saint-Vallier (+ ap. 1428), cousin du dernier comte de Valentinois et Diois.
Des enfants sont issus de ce mariage :
- Louise (v. 1458), l'aînée, épouse en 1470 François Ier de La Rochefoucauld (+1541), dont sera issu François II (1494 - 1533).

- Jacques (v. 1460 - 1525), qui par son mariage avec Simone d'Uzès en 1486 deviendra vicomte d'Uzès. Son fils Charles de Crussol sera également Grand panetier de France de 1510 à 1546.